# Associazione Sportiva Taranto 1969-1970
Questa pagina raccoglie le informazioni riguardanti l'Associazione Sportiva Taranto nelle competizioni ufficiali della stagione 1969-1970.

## Stagione
Nella stagione 1969-1970 il Taranto disputa il campionato di Serie B, con 33 punti arriva al terz'ultimo posto in classifica con Atalanta, Catanzaro e Reggiana, retrocede la Reggiana per peggior differenza reti, insieme al Piacenza con 32 punti ed al Genoa con 29 punti. Salgono in Serie A il Varese che vince il torneo con 49 punti, il Foggia ed il Catania seconde con 48 punti.
Dopo nove anni di Serie C, con la sentenza della CAF che conferma l'illecito sportivo della Casertana nella scorsa stagione, il Taranto ritorna in Serie B ed ottiene una sofferta salvezza, sempre affidato all'allenatore Mario Caciagli disputa un girone di andata difficile, chiuso con 14 punti all'ultimo posto con il Piacenza, ed un discreto girone di ritorno con un punto a giornata, vale a dire 19 punti, nel totale si arriva a 33 punti, con una differenza reti di -8, la Reggiana con la differenza reti a -9 retrocede in Serie C. Il miglior marcatore stagionale tarantino è stato Bruno Beretti con sette reti. I rossoblù hanno subito quattro giornate di squalifica del campo, per un pugno sferrato all'arbitro da uno pseudotifoso, il 4 gennaio 1970, nella partita Taranto-Perugia, persa a tavolino (0-2). Alla Coppa Italia aveva partecipato la Casertana, inserita nel settimo girone, disputato ai primi di settembre, quando la sentenza di condanna, non era ancora stata confermata dalla CAF.

## Rosa
| N. |                   | Ruolo | Calciatore            |
| -- | ----------------- | ----- | --------------------- |
|    | Italia (bandiera) | A     | Raimondo Alduina      |
|    | Italia (bandiera) | P     | Piero Baroncini       |
|    | Italia (bandiera) | A     | Bruno Beretti         |
|    | Italia (bandiera) | P     | Giancarlo Bertini     |
|    | Italia (bandiera) | D     | Mario Biondi          |
|    | Italia (bandiera) | D     | Doriano Buoso         |
|    | Italia (bandiera) | C     | Enrico Casini         |
|    | Italia (bandiera) | P     | Pacifico Cuman        |
|    | Italia (bandiera) | A     | Ferdinando Di Stefano |
|    | Italia (bandiera) | A     | Pantaleo Dolce        |
|    | Italia (bandiera) | C     | Gino Gagliardelli     |
|    | Italia (bandiera) | D     | Mario Fabrizi         |
|    | Italia (bandiera) | D     | Renato Falcomer       |

| N. |                   | Ruolo | Calciatore         |
| -- | ----------------- | ----- | ------------------ |
|    | Italia (bandiera) | A     | Livio Ferraro      |
|    | Italia (bandiera) | D     | Mario Jannarilli   |
|    | Italia (bandiera) | A     | Giuseppe Malavasi  |
|    | Italia (bandiera) | D     | Alfredo Napoleoni  |
|    | Italia (bandiera) | A     | Pier Luigi Pucci   |
|    | Italia (bandiera) | D     | Adamo Puccini      |
|    | Italia (bandiera) | C     | Gianluigi Rimoldi  |
|    | Italia (bandiera) | C     | Ivan Romanzini     |
|    | Italia (bandiera) | D     | Raffaello Rondoni  |
|    | Italia (bandiera) | A     | Giuseppe Santonico |
|    | Italia (bandiera) | A     | Gennaro Sportiello |
|    | Italia (bandiera) | C     | Marco Tartari      |

## Risultati

### Serie B

#### Girone di andata
| Arbitro: | Branzoni (Pavia) |

|  |           |                                |
|  | Marcatori | 65’ (rig.) Baisi 73’ Barontini |

| Arbitro: | Trinchieri (Reggio Emilia) |

|                |           |            |
| Bellinazzi 14’ | Marcatori | 71’ Casini |

| Taranto 28 settembre 1969 3ª giornata | Taranto         | 0 – 0 | Varese | Stadio Salinella\| Arbitro: \| Serafino (Roma) \| |
| Arbitro:                              | Serafino (Roma) |       |        |                                                   |

| Arbitro: | Acernese (Roma) |

|                         |           |                                  |
| Malavasi 28’ Casini 60’ | Marcatori | 7’ (aut.) Napoleoni 67’ Zaniboni |

| Catanzaro 12 ottobre 1969 5ª giornata | Catanzaro         | 0 – 0 | Taranto | Stadio Militare\| Arbitro: \| Toselli (Cormons) \| |
| Arbitro:                              | Toselli (Cormons) |       |         |                                                    |

| Taranto 19 ottobre 1969 6ª giornata | Taranto         | 0 – 0 | Catania | Stadio Salinella\| Arbitro: \| Giunti (Arezzo) \| |
| Arbitro:                            | Giunti (Arezzo) |       |         |                                                   |

| Arbitro: | Lazzaroni (Milano) |

|                          |           |                        |
| Ferrario 18’ D'Amato 28’ | Marcatori | 19’ Tartari 48’ Casini |

| Taranto 2 novembre 1969 8ª giornata | Taranto        | 0 – 0 | Mantova | Stadio Salinella\| Arbitro: \| Monti (Ancona) \| |
| Arbitro:                            | Monti (Ancona) |       |         |                                                  |

| Arbitro: | Cantelli (Firenze) |

|                   |           |  |
| Franzoni 17’, 76’ | Marcatori |  |

| Arbitro: | Carminati (Milano) |

|  |           |          |
|  | Marcatori | 19’ Mola |

| Arbitro: | Levrero (Genova) |

|            |           |  |
| Galuppi 5’ | Marcatori |  |

| Arbitro: | Trono (Torino) |

|            |           |               |
| Ronchi 55’ | Marcatori | 4’ Di Stefano |

| Arbitro: | Campanini (Finale Emilia) |

|             |           |  |
| Beretti 14’ | Marcatori |  |

| Genova 21 dicembre 1969 14ª giornata | Genoa              | 0 – 0 | Taranto | Stadio Luigi Ferraris\| Arbitro: \| Lazzaroni (Milano) \| |
| Arbitro:                             | Lazzaroni (Milano) |       |         |                                                           |

| Taranto 28 dicembre 1969 15ª giornata | Taranto                      | 0 – 0 | Reggiana | Stadio Salinella\| Arbitro: \| De Robbio (Torre Annunziata) \| |
| Arbitro:                              | De Robbio (Torre Annunziata) |       |          |                                                                |

| Arbitro: | Possagno (Treviso) |

|                         |           |                       |
| Pucci 55’ Napoleoni 80’ | Marcatori | 43’ Mazzia 66’ Vanara |

| Arbitro: | Calì (Roma) |

|               |           |  |
| Perucconi 78’ | Marcatori |  |

| Arbitro: | Monforte (Palermo) |

|                                     |           |                                     |
| Ballarini 5’ (rig.) Magistrelli 50’ | Marcatori | 43’ Beretti 60’, 65’ (rig.) Ferraro |

| Arbitro: | Trinchieri (Reggio Emilia) |

|                       |           |                               |
| Pucci 13’ Beretti 28’ | Marcatori | 6’ Bertogna 63’, 88’ Lanzetti |

#### Girone di ritorno
| Arbitro: | Reggiani (Bologna) |

|              |           |  |
| Rampanti 77’ | Marcatori |  |

| Bari 8 febbraio 1970 21ª giornata | Taranto            | 0 – 0 | Ternana | Stadio della Vittoria\| Arbitro: \| Michelotti (Parma) \| |
| Arbitro:                          | Michelotti (Parma) |       |         |                                                           |

| Varese 15 febbraio 1970 22ª giornata | Varese             | 0 – 0 | Taranto | Stadio Franco Ossola\| Arbitro: \| Cantelli (Firenze) \| |
| Arbitro:                             | Cantelli (Firenze) |       |         |                                                          |

| Arbitro: | Campanini (Finale Emilia) |

|                    |           |                         |
| Incerti 38’ (rig.) | Marcatori | 8’ Beretti 49’ Malavasi |

| Arbitro: | Picasso (Chiavari) |

|            |           |  |
| Casini 27’ | Marcatori |  |

| Arbitro: | Lazzaroni (Milano) |

|                          |           |  |
| Bonfanti 75’ Volpato 85’ | Marcatori |  |

| Arbitro: | De Robbio (Torre Annunziata) |

|             |           |              |
| Ferraro 90’ | Marcatori | 70’ Ferrario |

| Arbitro: | Casarin (Milano) |

|            |           |                    |
| Blasig 63’ | Marcatori | 85’ (rig.) Ferraro |

| Arbitro: | Giunti (Arezzo) |

|                            |           |  |
| Tartari 25’ Sportiello 28’ | Marcatori |  |

| Arbitro: | Angonese (Mestre) |

|          |           |  |
| Villa 8’ | Marcatori |  |

| Arbitro: | Acernese (Roma) |

|               |           |              |
| Romanzini 54’ | Marcatori | 74’ Quadalti |

| Arbitro: | D'Agostini (Roma) |

|  |           |              |
|  | Marcatori | 45’ Marcioni |

| Arbitro: | Motta (Monza) |

|                                                            |           |             |
| Albrigi 28’ Santon 53’ (rig.) Zanardello 78’ Gualtieri 90’ | Marcatori | 51’ Beretti |

| Arbitro: | Francescon (Padova) |

|               |           |  |
| Romanzini 45’ | Marcatori |  |

| Reggio Emilia 17 maggio 1970 34ª giornata | Reggiana         | 0 – 0 | Taranto | Stadio Mirabello\| Arbitro: \| Torelli (Milano) \| |
| Arbitro:                                  | Torelli (Milano) |       |         |                                                    |

| Perugia 24 maggio 1970 35ª giornata | Perugia           | 0 – 0 | Taranto | Stadio Santa Giuliana\| Arbitro: \| Gussoni (Tradate) \| |
| Arbitro:                            | Gussoni (Tradate) |       |         |                                                          |

| Arbitro: | Vacchini (Milano) |

|                                   |           |              |
| Casini 7’ Tartari 19’ Stefano 37’ | Marcatori | 51’ Vallongo |

| Arbitro: | Serafino (Roma) |

|                  |           |  |
| Beretti 19’, 71’ | Marcatori |  |

| Arbitro: | Francescon (Padova) |

|              |           |  |
| Lanzetti 40’ | Marcatori |  |

## Statistiche

### Statistiche di squadra
| Competizione | Punti | In casa | In casa | In casa | In casa | In casa | In casa | In trasferta | In trasferta | In trasferta | In trasferta | In trasferta | In trasferta | Totale | Totale | Totale | Totale | Totale | Totale | DR |
| Competizione | Punti | G       | V       | N       | P       | Gf      | Gs      | G            | V            | N            | P            | Gf           | Gs           | G      | V      | N      | P      | Gf     | Gs     | DR |
| ------------ | ----- | ------- | ------- | ------- | ------- | ------- | ------- | ------------ | ------------ | ------------ | ------------ | ------------ | ------------ | ------ | ------ | ------ | ------ | ------ | ------ | -- |
| Serie B      | 33    | 19      | 6       | 8       | 5       | 16      | 14      | 19           | 2            | 9            | 8            | 11           | 21           | 38     | 8      | 17     | 13     | 27     | 35     | -8 |

### Statistiche dei giocatori
| Giocatore       | Serie B  | Serie B |
| Giocatore       | Presenze | Reti    |
| --------------- | -------- | ------- |
| R. Alduina      | 8        | 0       |
| P. Baroncini    | 15       | -20     |
| B. Beretti      | 34       | 7       |
| G. Bertini      | 6        | -2      |
| M. Biondi       | 35       | 0       |
| D. Buoso        | 4        | 0       |
| E. Casini       | 22       | 4       |
| P. Cuman        | 18       | -11     |
| F. Di Stefano   | 16       | 2       |
| P. Dolce        | 1        | 0       |
| M. Fabrizi      | 15       | 0       |
| R. Falcomer     | 8        | 0       |
| L. Ferraro      | 26       | 4       |
| G. Gagliardelli | 2        | 0       |
| M. Jannarilli   | 38       | 0       |
| G. Malavasi     | 36       | 2       |
| A. Napoleoni    | 25       | 0       |
| P. Pucci        | 24       | 1       |
| A. Puccini      | 5        | 0       |
| G. Rimoldi      | 14       | 0       |
| I. Romanzini    | 29       | 2       |
| R. Rondoni      | 31       | 0       |
| G. Santonico    | 6        | 0       |
| G. Sportiello   | 4        | 1       |
| M. Tartari      | 28       | 3       |